# Videmala
Videmala est une municipalité espagnole de la communauté autonome de Castille-et-León et de la province de Zamora. En 2015, elle compte 180 habitants et  142 habitants au 1er janvier 2022..

## Localisation et climat
Videmala est située à l'ouest de la province de Zamora, à une altitude d'environ 770 m, près de la frontière avec le Portugal . Au sud-est, la capitale provinciale Zamora se trouve à environ 33 km . Au sud-est de la commune, le Rio Aliste se jette dans l' Esla . Les températures hivernales sont fraîches et en été il fait chaud à très chaud ; La pluie (environ 535 mm/an) tombe toute l'année, à l'exception des mois d'été.

## Bevölkerungsentwicklung
| Année      | 1970 | 1981 | 1991 | 2001 | 2011 | 2021 | 2022 |
| Population | 505  | 339  | 255  | 197  | 165  | 141  | 142  |

Le déclin important de la population depuis les années 1950 est essentiellement dû à la mécanisation de l'agriculture , à l'abandon des petites exploitations agricoles et au manque d'emplois dans les campagnes qui en résulte (exode rural ).